# Julio Gento
Julio Gento López, más conocido como Gento II (Guarnizo, España; 24 de abril de 1939-Ibídem, 14 de septiembre de 2016) fue un futbolista español. Jugaba en la posición de centrocampista. Formaba parte de una gran familia de deportistas con sus hermanos Paco y Antonio y sus sobrinos Julio, Paco, José Luis y Toñín y sus sobrinos nietos Marcos, Juan y Sergio.

## Orígenes y trayectoria
Gento II, seis años menor que Paco, ganador de seis Copas de Europa, comenzó a jugar en las categorías inferiores del Real Madrid. Entre 1957 y 1960 jugó en el AD Plus Ultra, en ese tiempo filial del Real Madrid. La siguiente temporada la disputaría en el Elche CF. En 1961 fichó por el Deportivo de La Coruña y en 1962 por el CD Málaga. Destacó especialmente en el Racing, donde jugó en Segunda entre 1963 y 1968. Antes se había fogueado en el Plus Ultra, filial del Real Madrid, en compañía de Antonio, un año más joven, el menor de la saga.
La carrera de Julio, sin embargo, debió transitar por otros clubes de menor categoría. En 1960 fichó por el Elche, entonces en Primera, donde participó en 11 partidos de Liga y anotó cuatro goles. Después fue traspasado al Deportivo, donde consiguió el ascenso tras firmar cuatro tantos en 17 partidos. En 1962, también en Primera, no pudo evitar el descenso del Málaga. Desde entonces, su carrera transcurrió en el Racing, el equipo de su tierra, el Racing de Santander, donde estuvo cinco temporadas. En 1969 fichó por el Palencia CF, donde se retiraría en 1976. Posteriormente llegó a entrenar al Palencia CF durante unos años, que permaneció en la Balastera.

## Muerte
Julio Gento López, exjugador de Racing, Elche, Deportivo y Málaga, falleció a los 77 años en su casa natal en la localidad cántabra de Guarnizo (Astillero) de muerte natural. Su funeral se llevó a cabo el día siguiente en la Iglesia de Nuestra Señora de Muslera.

## Clubes
| Club                   | País   | Año       |
| ---------------------- | ------ | --------- |
| AD Plus Ultra          | España | 1957-1960 |
| Elche CF               | España | 1960-1961 |
| Deportivo de La Coruña | España | 1961-1962 |
| CD Málaga              | España | 1962-1963 |
| Racing de Santander    | España | 1963-1968 |
| Palencia CF            | España | 1969-1976 |